# ヤヤ・カロン
ヤヤ・カロン（Yayah Kallon, 2001年6月30日 - ）は、シエラレオネ・コイドゥ出身のサッカー選手。セリエA・エラス・ヴェローナFC所属。ポジションはFW。

## クラブ経歴
2015年に難民としてイタリアに亡命。セリエDのチームを経て2019年にジェノアCFCのプリマヴェーラに入所。2021年にトップチームに昇格し、2020-21シーズン最終戦となった同年5月22日のカリアリ・カルチョ戦でセリエAデビュー。2021-22シーズンは開幕からトップチームに定着し、8月13日のコッパ・イタリアのペルージャ・カルチョ戦では、後半開始から起用され、43分にプロ初ゴールを決め、3-2の勝利に貢献。更に同シーズン開幕戦となった21日のインテルナツィオナーレ・ミラノ戦では先発で起用されるも、後半9分で交代となり、試合も0-4で敗れた。
2022年8月26日、2022-23シーズンはエラス・ヴェローナFCへレンタル移籍されることが決定した。